# آراکور
آراکور (به فرانسوی: Arracourt) یک کمون در فرانسه است که در canton of Arracourt واقع شده‌است. آراکور ۱۷٫۴۱ کیلومتر مربع مساحت دارد ۲۲۸ متر بالاتر از سطح دریا واقع شده‌است.